# Greg Pollard
Pour les articles homonymes, voir Pollard.
Greg Pollard, né le 5 novembre 1960 , est un joueur professionnel de squash représentant l'Australie. Il atteint en janvier 1985 la 6e place mondiale sur le circuit international, son meilleur classement.

## Biographie
Greg Pollard est actif comme joueur de squash dans les années 1980 et atteint son plus haut rang au classement mondial en janvier 1985 avec une sixième place. Au cours de sa carrière, il remporte son seul titre sur le PSA Tour en Malaisie en octobre 1984. Au 31 décembre 1985, il est numéro 1 australien.

## Palmarès

### Titres
- Open de Malaisie : 1984

### Finales
- Championnats du monde par équipes : 1981